# 서울대학교 사범대학 부설초등학교
서울대학교 사범대학 부설초등학교(서울大學校 師範大學 附設初等學校)는 대한민국 서울특별시 종로구에 있는 국립 초등학교로, 서울교동초등학교, 서울봉래초등학교 등과 더불어 대한민국에서 가장 오래된 초등학교 중 하나로 손꼽힌다.

## 학교 연혁
- 1895년 4월 16일: 한성사범학교 부속관립소학교로 설립
- 1908년 4월 1일: 한성사범학교 부속보통학교로 개칭
- 1922년 4월 1일: 관립경성사범학교 부속보통학교로 변경
- 1936년 6월 1일: 을지로5가(구 경성사범학교) 신축 교사로 이전
- 1941년 4월 1일: 경성사범학교 부속제1국민학교로 변경
- 1946년 8월 22일: 서울대학교 사범대학 부속중앙국민학교로 변경
- 1947년 9월 1일: 서울대학교 사범대학 부속국민학교로 개칭
- 1950년: 서울대학교 사범대학 부속성동국민학교와 통합
- 1996년 3월 1일: 서울대학교 사범대학 부설초등학교로 개칭

## 소장 문화재
- 구 탑골공원 정문 (서울특별시 문화재자료 제68호)

## 참고 자료
- 서울대학교사범대학부설초등학교 - 한국교육학술정보원 학교알리미